# Opactwo Cystersów w Wągrowcu
Opactwo Cystersów w Wągrowcu – dawne opactwo cystersów w Wągrowcu w północno-wschodniej części województwa wielkopolskiego, w powiecie wągrowieckim. Kościół klasztorny pod wezwaniem Wniebowzięcia Najświętszej Marii Panny, współcześnie pełni rolę świątyni parafialnej parafii Wniebowzięcia Najświętszej Maryi Panny w Wągrowcu, natomiast dawne zabudowania klasztorne wykorzystywane są przez parafię oraz wągrowieckie Muzeum Regionalne.
W komunikacie, odczytanym 25 sierpnia 2013 roku w parafiach dekanatu wągrowieckiego, abp Józef Kowalczyk poinformował o przekazaniu parafii i opactwa pod zarząd ojców paulinów z dniem 1 września 2013 roku.

## Historia

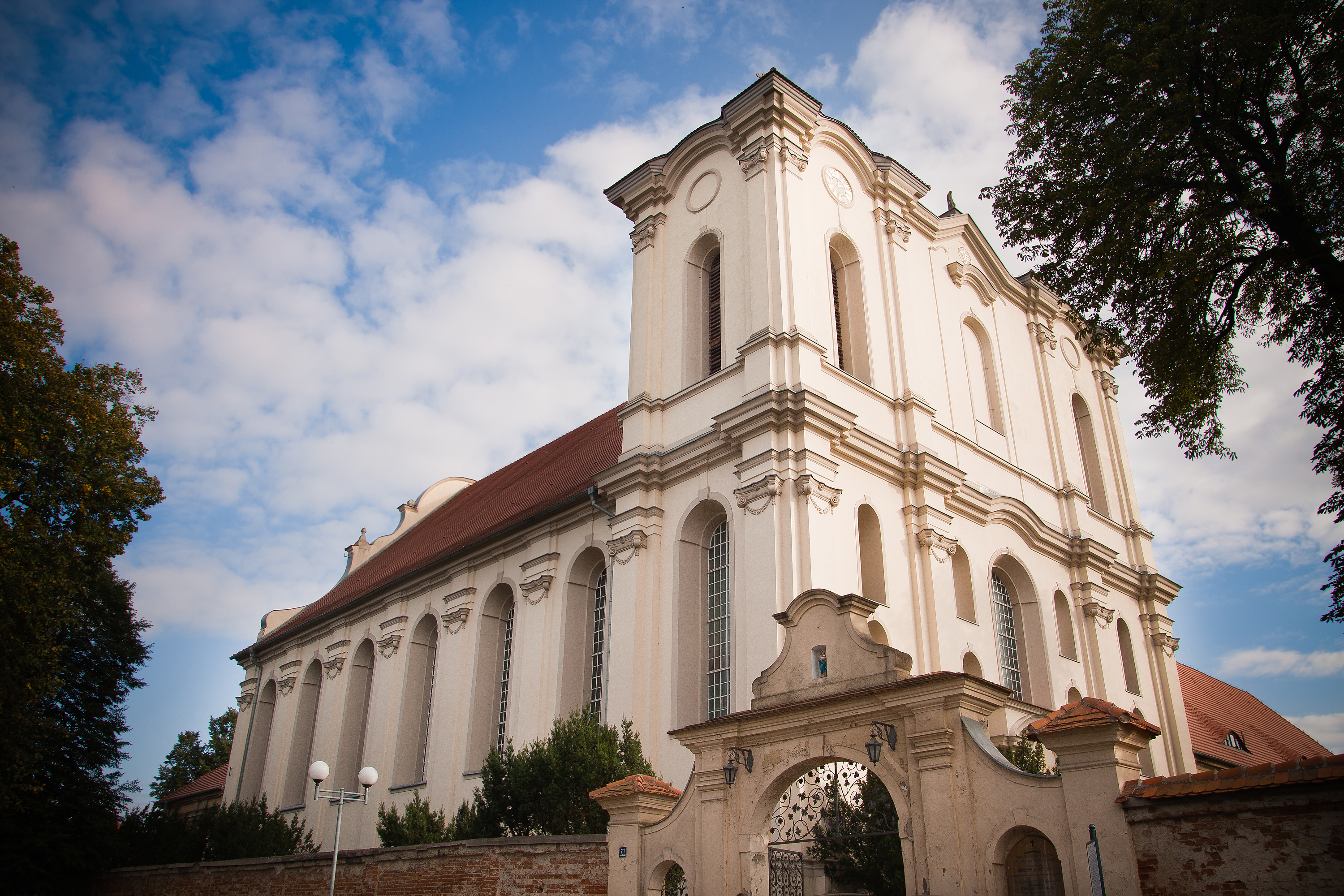
Kościół klasztorny od strony bramy wejściowej opactwa

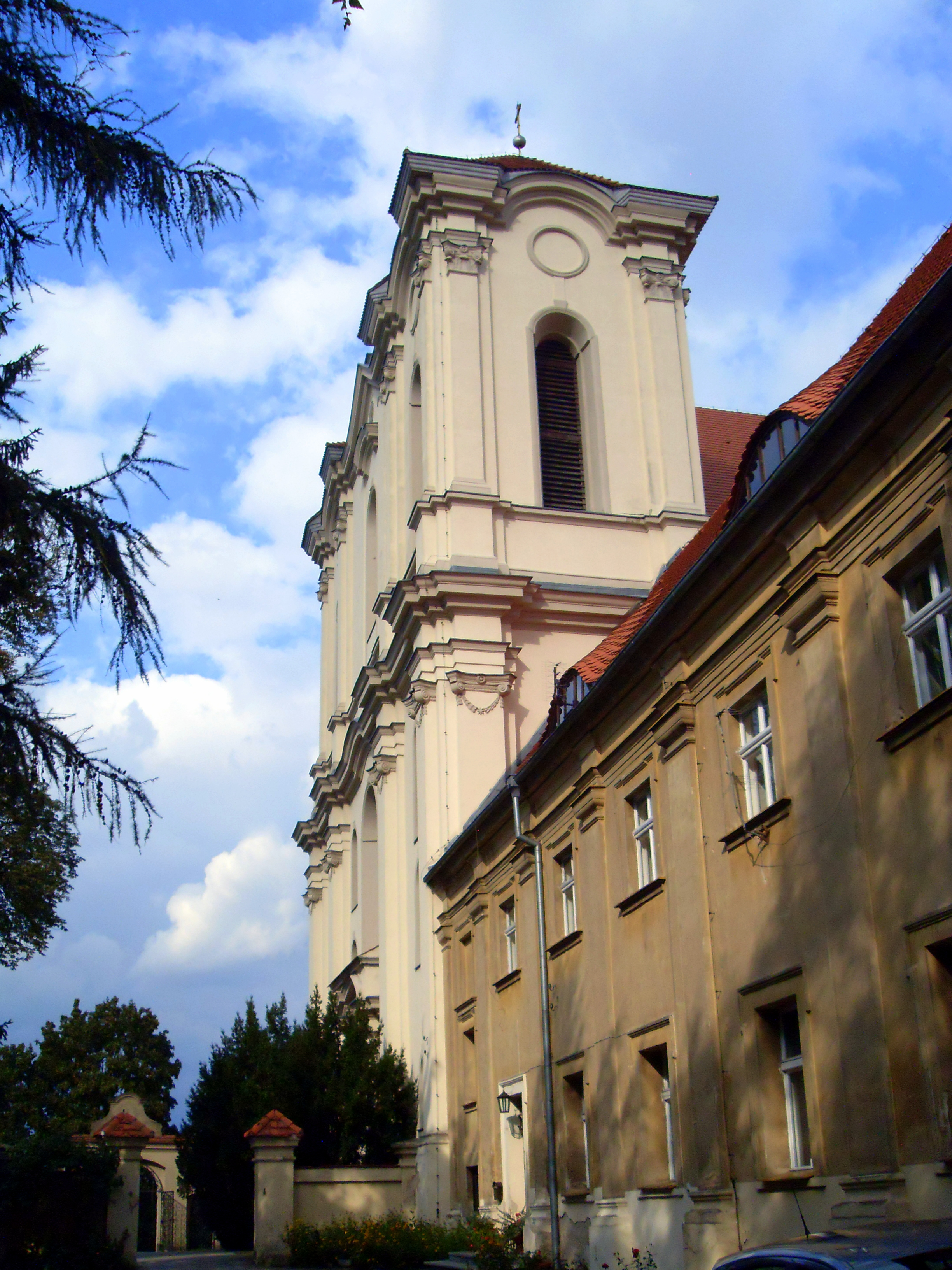
Zabudowania klasztorne wraz z kościołem

### Geneza opactwa
Klasztor wągrowiecki, mimo że utworzony dopiero pod koniec XIV wieku, jako jednostka organizacyjna jest jednym z najstarszych opactw cysterskich w Polsce. Opactwo ufundowane zostało przez Zbyluta z rodu Paluków i osadzone w Łeknie na ziemi wągrowieckiej. Cystersi przybyli do Łekna z Altenbergu pod Kolonią i w 1153 na uroczystym zjeździe w Łeknie, z rąk Zbyluta otrzymali dokument fundacyjny opactwa. Do dzisiaj zachował się oryginalny dokument fundacyjny klasztoru, który w 2016 r. został wpisany na krajową listę UNESCO Pamięć Świata. Według najnowszych badań klasztor w Łeknie był najwcześniej lokowanym na ziemiach polskich opactwem cysterskim. Proces jego lokowania rozpoczął się już prawdopodobnie w 1143. Aktywna działalność cystersów sprawiła, że w ciągu niespełna dwóch stuleci zgromadzili rozległe dobra ziemskie, sięgające od Łekna aż po Wągrowiec tak, że było to jedno z najznaczniejszych opactw na ziemiach polskich.
W 1319 opat Gotszalk zakupił od Sędziwoja Wojciechowicza z rodu Zarębów kilka wsi, wśród nich Prostynię, która dała początek przyszłemu Wągrowcowi. Osada rozwijała się prężnie i w 1381 otrzymała prawa miejskie. Kilkanaście lat później cystersi podjęli decyzję o przeniesieniu klasztoru z Łekna do Wągrowca. Translokacja siedziby trwała prawie sto lat. Tym samym klasztor wągrowiecki przejął tradycje cystersów łękneńskich, a ich działalność została wpisana w historię miasta. W 1451 opat Gotfryd wykupił od wójta Michała prawa do wójtostwa, przez co Wągrowiec stał się miastem klasztornym, a jego losy całkowicie splotły się z dziejami opactwa. Był jednym z nielicznych ośrodków miejskich w Polsce, stanowiących wyłączną własność zakonną. Umieszczony w tarczy herbowej miasta wizerunek z popiersiem zakonnika przypominał o przysługującym cystersom prawie do jego własności.

### Rozkwit i lata świetności
Na przełomie XIV i XV wieku rozpoczęto wznoszenie zabudowań klasztornych. W 1493 dokonano uroczystej konsekracji ołtarza głównego w kościele klasztornym kończąc proces translokacji opactwa. Do połowy XVI w. w opactwie stosowano zasadę przyjmowania do klasztoru wyłącznie kandydatów pochodzenia niemieckiego – z Kolonii i jej okolic. Proces ten został przerwany w wyniku tak zwanej polonizacji klasztoru. Na skutek długotrwałych starań części społeczeństwa polskiego i sprzyjających okolicznościach wewnętrznych, zmieniono obsadę opactwa z niemieckiej na polską. Istotnym wydarzeniem był wybór pierwszego w historii polskiego opata. Został nim w 1553 Andrzej Dzierżanowski, wywodzący się z rodziny szlacheckiej herbu Gozdawa. Dotychczasowi zakonnicy niemieccy na znak sprzeciwu względem tego wyboru opuścili opactwo.
Z inicjatywy opata Dzierżanowskiego w 1557 utworzono przy klasztorze tak zwaną wyższą szkołę dla chłopców wywodzących się z miejscowej szlachty. Okres działalności Dzierżanowskiego oraz dwóch jego następców był dla klasztoru i miasta okresem prawdziwego rozkwitu. Klasztor wągrowiecki należał w tym czasie do najlepiej prowadzonych cysterskich domów zakonnych w Polsce. Z klasztorem w Wągrowcu związanych było wówczas kilka znanych postaci, wśród nich Maciej Łubieński, późniejszy prymas, któremu opat Dzierżanowski finansował studia oraz urodzony w Wągrowcu Jakub Wujek, jezuita, autor słynnego przekładu Biblii na język polski, który jako chłopiec kształcił się w wągrowieckiej szkole. Wybitną postacią był również Adam z Wągrowca, cysters wągrowiecki o wybitnych uzdolnieniach muzycznych, organista i kompozytor. Jego utwory przez długi czas pozostawały nieznane, odnaleziono je na początku XX wieku na Litwie.
W 1580 Wągrowiec był miejscem kapituły zakonnej. Kapitułę zwołał i uczestniczył w niej Edmund a Cruce (Edmund od Krzyża), komisarz generalny zakonu, opat z Chatillon we Francji. Jej głównym celem była reforma życia zakonnego w Polsce. W wyniku kapituły ustanowiono samodzielną Polską Prowincję Cystersów w skład której weszły Wągrowiec, Koronowo, Oliwa, Pelplin, Bledzew, Przemęt, Obra, Paradyż, Ląd, Sulejów, Jędrzejów, Koprzywnica, Szczyrzyc, Mogiła oraz której podlegały konwenty żeńskie z Chełmna, Ołoboku, Owińsk, Żarnowca i Torunia. Na mocy przepisów ustanowionych przez kapitułę władzę nad wszystkimi klasztorami Prowincji sprawował jeden opat wybierany przez zgromadzenie wszystkich opatów (lub ich delegację), który nosił tytuł wikariusza generalnego i w imieniu opata generalnego z Citeaux sprawował jurysdykcję nad klasztorami.
Wiek XVII i XVIII to okres licznych klęsk żywiołowych oraz wojen, które przyczyniły się do znacznego zubożenia klasztoru i miasta. W latach 1655–1656 w Wągrowcu stacjonowali Szwedzi. W mieście dokonali dużych spustoszeń, a na klasztor nałożyli kontrybucję. W 1708 i 1717 miasto było niszczone przez wojska moskiewskie. Mocą zawartego ze Stolicą Apostolską konkordatu wschowskiego w 1737 roku królowie Polski mieli prawo mianować tutaj opatów komendatoryjnych. Ogromne zniszczenia majątku klasztornego powstały również 1747, kiedy to z powodu zaprószenia ognia w browarze, spłonął klasztor i całe zabudowania klasztorne.
Decyzją władz pruskich w 1793 ograniczono dochody duchowieństwa klasztornego do 50 procent. Również w tym roku, po ponad 340 latach cystersi przestali być właścicielami miasta, które stało się miastem królewskim. Trzy lata później państwo przejęło wszystkie dobra klasztorne, a w 1816 wydało zakaz przyjmowania do klasztoru nowicjuszy. Był to początek upadku opactwa.

### Sekularyzacja i dzieje współczesne
Ponad czterechsetletnia działalność cystersów w Wągrowcu zakończyła się w 1835 roku. Opactwo zsekularyzowano, a cystersi zostali zmuszeni do opuszczenia klasztoru. Kościół zakonny przekazany został pod opiekę parafii, klasztor przeznaczono natomiast na sąd i więzienie. Zlikwidowano bibliotekę klasztorną, która w momencie kasaty liczyła ponad 1940 woluminów. W czasie II wojny światowej kościół i klasztor zamknięto. Znajdowały się w nich niemieckie magazyny sprzętu sanitarnego i lekarstw. Dzieła zniszczenia dokończył pożar, będący wynikiem podpalenia budynków przez uciekających Niemców w nocy z 20 na 21 stycznia 1945. Po wojnie odbudowano zniszczone opactwo, ale nie uzyskało ono już XVIII-wiecznego barokowego blasku. W roku 1968 w murach klasztornych utworzono Dom Zasłużonego Kapłana Archidiecezji Gnieźnieńskiej im. ks. Jakuba Wujka funkcjonujący do 1997. W 1973 zorganizowano w nim Kongres Biblistów Polskich, w którym uczestniczyli kard. Stefan Wyszyński i kard Karol Wojtyła. Obecnie trwają prace nad utworzeniem w klasztorze ośrodka rekolekcyjnego.

## Zabytki

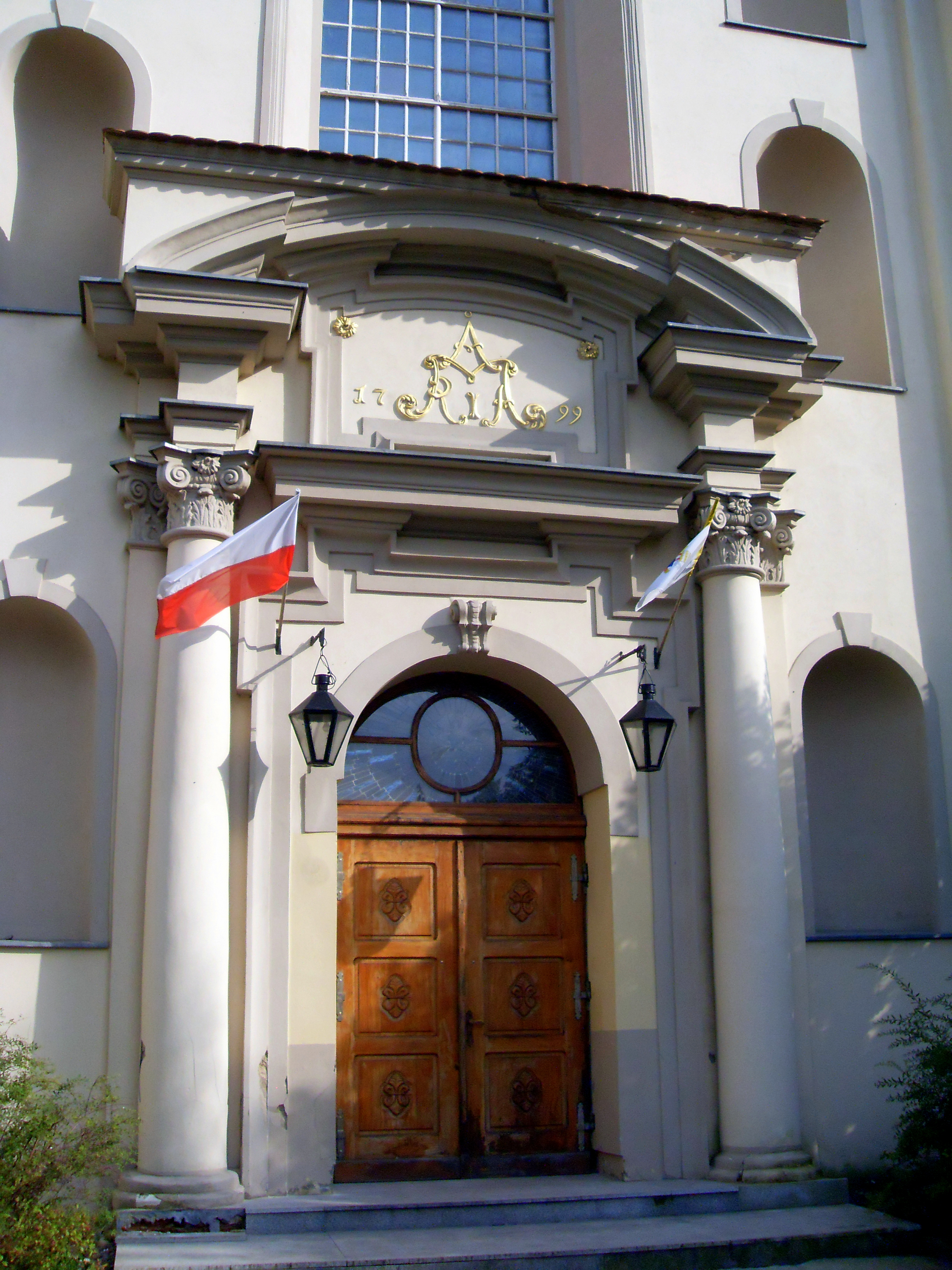
Wejście główne do kościoła klasztornego

Zespół klasztorny Cystersów wpisany został do rejestru zabytków prowadzonego obecnie przez Narodowy Instytut Dziedzictwa. W rejestrze znajdują się:
- kościół klasztorny, obecnie parafialny pod wezwaniem Wniebowzięcia Najświętszej Marii Panny z II połowy XVIII wieku, odbudowany w latach 1946-62 (nr AK-I-11a/261 z 14 marca 1933),
- brama przy kościele klasztornym z II połowy XVIII wieku (nr A-180 z 20 lipca 1968),
- klasztor z XIV/XV, przebudowany w II połowie XVIII wieku, odbudowany w latach 1946-48 (nr kl.IV-73/2/58 z 3 listopada 1958).

Do rejestru NID (nr A-1165 z 16 marca 1970) wpisany jest również dawny pałac opatów z końca XVIII wieku, zwany Opatówką – obecnie siedziba Muzeum Regionalnego.

### Kościół klasztorny
Obecny kościół poklasztorny pod wezwaniem Wniebowzięcia Najświętszej Marii Panny oraz świętych Piotra i Pawła zawdzięcza swój wygląd powojennej odbudowie. Kościół jest świątynią orientowaną, trzynawową, pięcioprzęsłową na planie prostokąta w układzie halowym. Kościół zwieńczony jest dwuspadowym dachem oraz dwiema niskimi wieżami od zachodu. W architekturze kościoła zachowały się oryginalne detale architektoniczne, takie jak głowice filarów i służek, wsporniki i fragmenty gzymsów dekorowane motywami roślinnymi oraz zwornik sklepienny w południowym ramieniu
Wyposażenie świątyni w znacznej mierze uległo zniszczeniu podczas ostatniego pożaru, dlatego jest dość skromne. Ołtarz główny wykonany w 1960 wykonany został na wzór ołtarza z 1799 roku. Jest to ołtarz kamienno-ceglano-gipsowy. W centrum ołtarza znajduje się obraz Wniebowzięcia Najświętszej Marii Panny. Obudowę części środkowej ołtarza tworzą kolumny i pilastry, między którymi w głównej części ołtarza stoją naturalnej wielkości rzeźby świętych Piotra i Pawła. W kościele znajdują się stalle wykonane w 1713, sprowadzone w 1970 z katedry gnieźnieńskiej. Wartość zabytkową ma również późnogotycka rzeźba Madonny z Dzieciątkiem z około 1510, zachowana z przedwojennego kościoła. Na ścianach świątyni znajdują się współczesne tablice poświęcone księdzu Jakubowi Wujkowi i Janowi Pawłowi II, który uczestniczył w kongresie biblijnym.

### Zabudowania klasztorne
Zabudowania klasztorne przylegają do kościoła klasztornego. Dwa ze skrzydeł klasztornych zajmowane są przez parafię. Wewnątrz zabudowań klasztornych znajduje się otoczony krużgankami wirydarz, a w jego centrum studnia o głębokości 6m. 